# Puławy (stacja kolejowa)
Puławy – stacja kolejowa w Puławach, w województwie lubelskim, w Polsce. Znajdują się tu 2 perony. Na stacji zatrzymują się tylko pociągi osobowe. Lokalnie dworzec nazywany jest Puławy Drewniane.

## Ruch pasażerski[4]
| Rok  | Wymiana pasażerska na dobę |
| ---- | -------------------------- |
| 2017 | 10-19                      |
| 2018 | 0-9                        |
| 2019 | 0-9                        |
| 2020 | 20-49                      |
| 2021 | 20-49                      |
| 2022 | 20-49                      |
| 2023 | 20-49                      |

Stacja znajduje się w granicach administracyjnych miasta Puławy od 17 listopada 1933 roku. Stacja posiada kategorię dworca regionalnego według najnowszej klasyfikacji PKP.